# 大博恩霍斯特湖

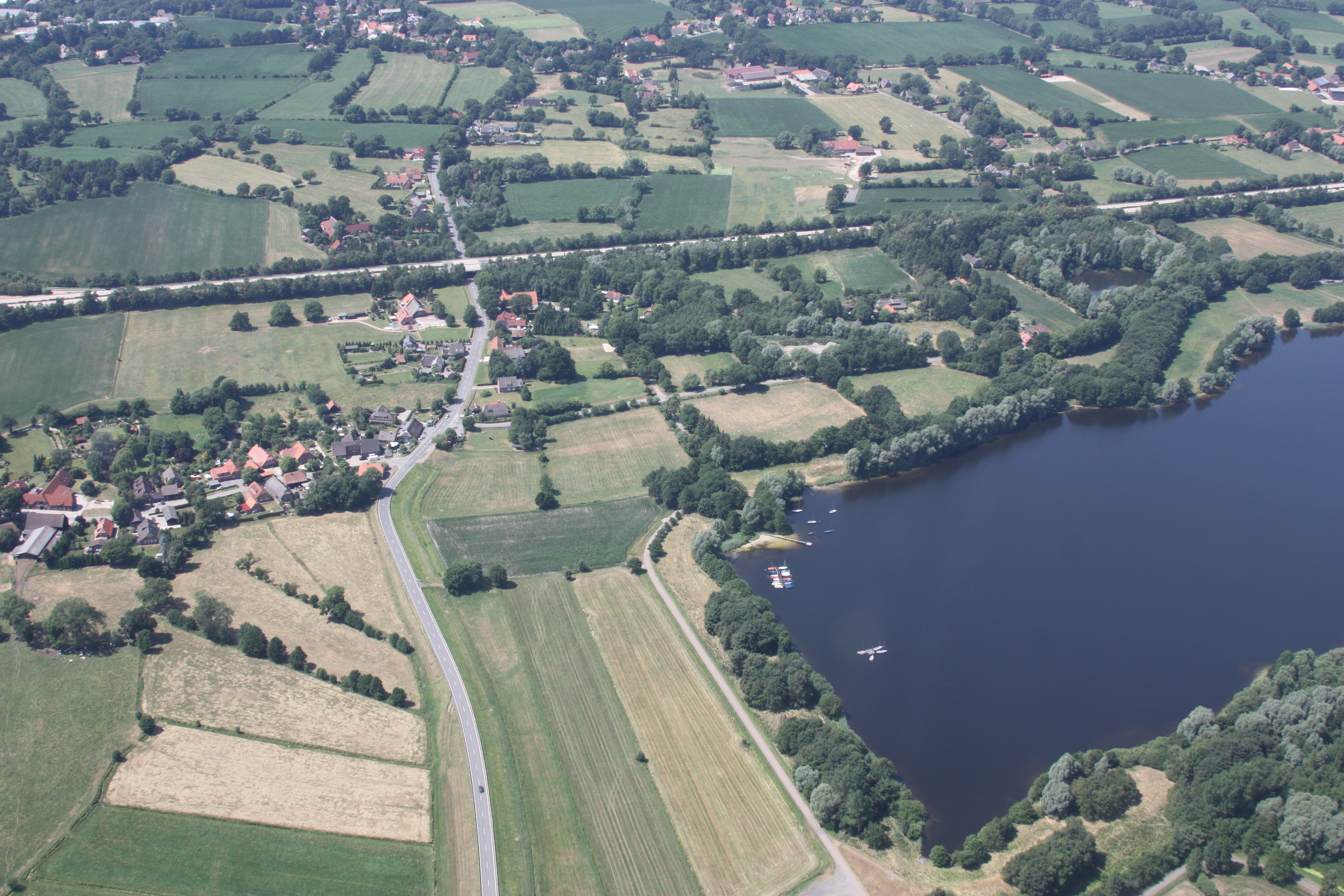

53°10′32″N 8°16′34″E / 53.17556°N 8.27611°E
大博恩霍斯特湖（德語：Großer Bornhorster See），是德國的湖泊，位於該國西北部，由下薩克森州負責管轄，處於奧爾登堡，長1公里、寬0.7公里，面積0.48平方公里，處於海平面水平，湖岸線長度4公里。